# Condado de Devonshire
El condado de Devonshire (en inglés: Devonshire County, District of Maine, Massachusetts Bay Colony) fue un condado que no duró mucho, y formado durante las disputas territoriales entre la Provincia de Massachusetts y la Provincia de Maine. El condado existió desde 1674 a 1675.
- Datos: Q5267860